# قائمة أغاني بطولة أمم أوروبا
قائمة أغاني بطولة أمم أوروبا هي قائمة من الأناشيد والأغاني الخاصة ببطولة أمم أوروبا، وقد تم اعتماد تلك النغمات والأغاني رسميًا لاستخدامها في الاحتفالات المصاحبة للأحداث، وبالحملة الإعلانية للبطولة، وكحدث تذكاري لتذكير الجيل القادم بأحداث البطولة. عادة ما يتم إعطاء المطربين العالميين ذو السمعة الاستثنائية مهمة غناء تلك الأغاني.
الأغاني المختارة عادة ما تكون متعددة اللغات باستخدام اللغة الإنجليزية، بالإضافة للغة الرسمية للبلد المنظم وكذلك لغات العالم الأخرى، وعلى الأخص الإسبانية. ينتج عن الإصدارات الرسمية أيضًا إصدارات غلاف بلغات أخرى عديدة للفنان الأصلي أو الفنانين المحليين.

## الأناشيد والأغاني
| النسهج | البلد             | العنوان              | اللغة       | المؤديين                    | الكتاب والمنتجين | الصوت والفيديو                                               |
| ------ | ----------------- | -------------------- | ----------- | --------------------------- | --- | ------------------------------------------------------------ |
| 1992   | السويد            | "أكثر من مجرد لعبة"  | الإنجليزية  | تو جارنيك وبيتر جوبك        | بيتر جوبك و لاسي هولم                                                                                                   | صوت                                                          |
| 1996   | إنجلترا           | "نحن في هذا معا"     | الإنجليزية  | سيمبيلي رد                  | | الفيديو الرسمي                                               |
| 2000   | هولندا · بلجيكا   | "كامبيوني 2000"      | الإنجليزية  | إي تايب                     | E- النوع، ريك بلاسكي، كنت برينرد                                                                                        | الأداء الحي - حفل الافتتاح الفيديو الرسمي-1 الفيديو الرسمي-2 |
| 2004   | البرتغال          | "فورسا"              | الإنجليزية  | نيللي فرتادو                | نيللي فرتادو، جيرالد إيتون ، برايان ويست                                                                                | الأداء الحي - الحفل الختامي الفيديو الرسمي                   |
| 2008   | النمسا · سويسرا   | "هل تستطيع سماعي"    | الإنجليزية  | إنريكيه إغليسياس            | إنريكيه إغليسياس، ستيف موراليس ، فرانكي ستورم، بيغ بن ديهل ، كارلوس باوكار                                              | الأداء الحي - الحفل الختامي الفيديو الرسمي                   |
| 2012   | بولندا · أوكرانيا | "صيف لا نهاية له"    | الإنجليزية  | أوشينا                      | أوشينا ماهلمان، مارك ف. جاكسون أندرياس ليتيرشيد ، بلير ماكيشان ، هوجو أوسكار راينهارد رايث ، مينس رينتس ، ياكوبوس سيبلز | الفيديو الرسمي                                               |
| 2016   | فرنسا             | "هذه القطعة من أجلك" | الإنجليزية  | دافيد غيتا وزارا لارسون     | ديفيد جيتا، جورجيو توينفورت ، أفروجاك ، إستر دين                                                                        | الأداء الحي - الحفل الختامي الفيديو الرسمي                   |
| 2020   | أوروبا            | "نحن البشر"          | الإنجليزية  | مارتن غاركس لـبونو وذا إيدج | مارتن غاركس, ألبين ندلر ، كريستوفر فوجلمارك, بونو، ذا إيدج، جورجيو توينفورت, سيمون أدموند كارمودي                       |                                                              |
| 2024   | ألمانيا           | لم يعلن بعد          | لم يعلن بعد | لم يعلن بعد                 | لم يعلن بعد | لم يعلن بعد                                                  |

## الألبومات رسمية
- 1996 – ذي بيتويفل غيم
- 2000 – يورو 2000: الألبوم الرسمي
- 2004 – فيفي أو 2004!